# مديات
مديات (بالكردية: مدياد، Midyad؛ بالتركية: Midyat؛ بالسريانية: ܡܕܝܕ) هي بلدة في جنوب شرق تركيا ومديرية تتبع لولاية ماردين المحاذية لمحافظة الحسكة السورية. تبلغ مساحتها 1,241 كم² وبلغ عدد سكانها 120,069 نسمة في عام 2022. يسكنها الكُرد والمحلمية والسريان، وهي واحدة من أكبر بلدات ولاية ماردين.
تقع البلدة في قلب إقليم طور عبدين، وتشكّل عاصمة هذا الإقليم، من حيث الحجم والتواجد السرياني المسيحي، كما أن اللغة الآرامية الحديثة (السريانية) لا تزال محكية حتى اليوم بين سكانها، وحتى بين سكانها من المسلمين (من الكُرد والعرب المحلمية)[محل شك] والإيزيدية منهم.

## التاريخ
تعتبر مدينة مديات جزءا من الجزيرة الفراتية العليا، ويرجع تاريخ تأسيسها إلى عام 900 قبل الميلاد. اكتُشف فيها بقايا ولائمات آشورية. يمكن القول أن اسم المدينة يأتي من اللغة السريانية القديمة، حيث تم الكشف عن وجود كلمة (متيتة) على هذه اللائمات وهي تعني مدينة المغارة.

## السكان
| الكردية | العربية | السريانية | التركية |
| ------- | ------- | --------- | ------- |
| 15,078  | 11,223  | 5,293     | 834     |

| مسلم   | مسيحي | يهودي | غير معروف |
| ------ | ----- | ----- | --------- |
| 25,358 | 2,667 | 8     | 4,195     |

### السكان السريان

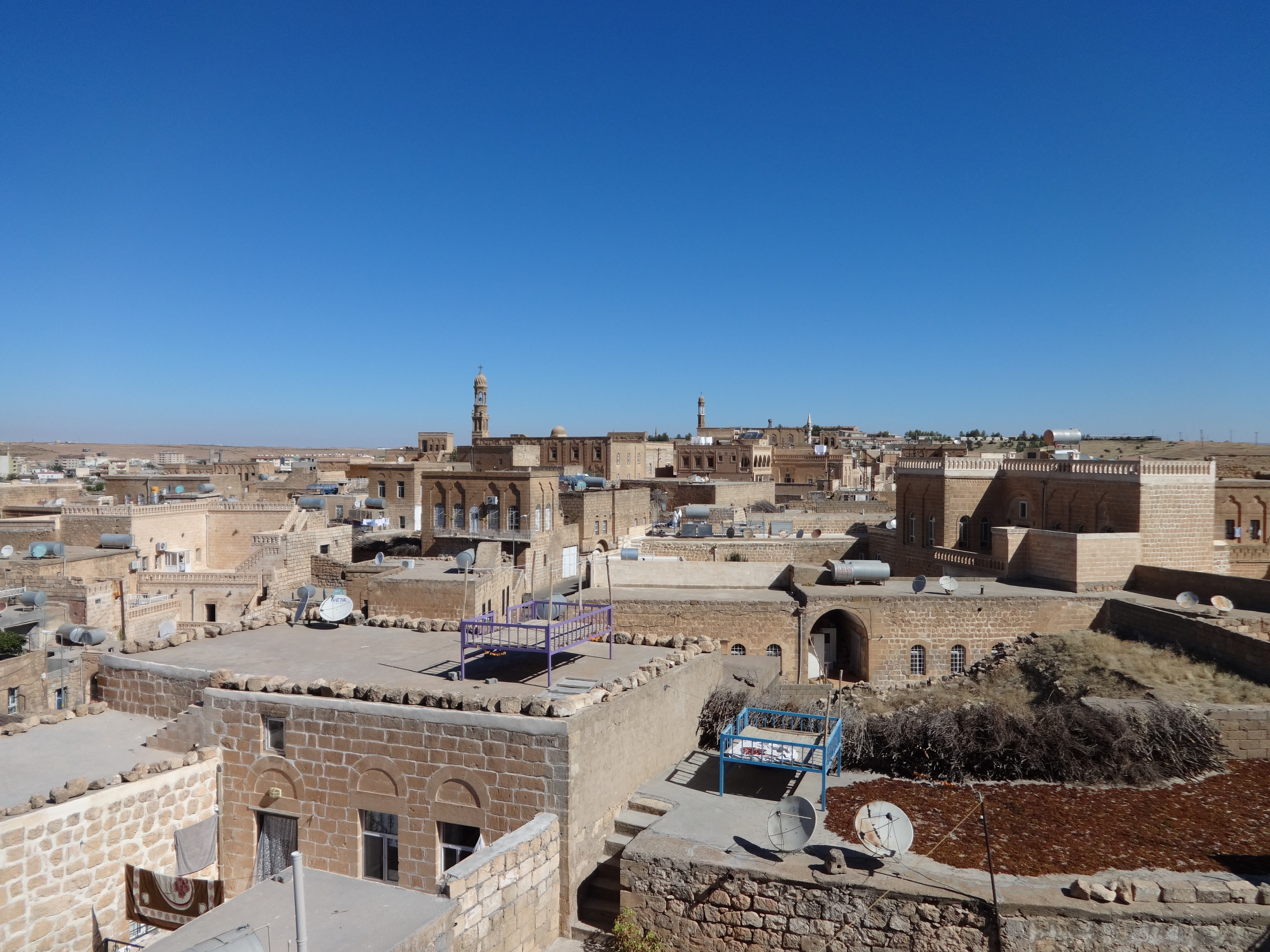
البلدة القديمة في مديات.

تعتبر مديات مركزًا تاريخيًا للآشوريين السريان في تركيا، وحتى وقت متأخر من الإبادة الجماعية الآشورية في عام 1915، كانوا يشكلون غالبية سكان المدينة. خلال أوائل القرن العشرين، بدأ عدد السكان السريان / الأشوريين في المدينة بالتناقص التدريجي بسبب الهجرة، لكن المجتمع السرياني كان لا يزال كبيرًا. كان الآشوريون من طور عبدين المجتمع المسيحي الملحوظ في تركيا خارج مدينة إسطنبول حتى عام 1979، عندما تلا ذلك حالة من الذعر بسبب حرب فعلية مما أدّى إلى هجرة جماعية للمسيحيين المحليين من المدينة نتيجة اغتيال رئيس البلدية والشخصية السريانية الرئيسية في طور عبدين في مدينة كربوران، التي تسمى الآن دارجيسيت، واستعيض عنه برئيس كردي ضد إرادة الشعب. كان الآشوريون السريان حتى ذلك الحين يسيطرون على الحكومة المحلية، وبالتالي تمكنوا من التوحد لمقاومة التهديدات. تبع ذلك حالة من الذعر عندما أصدر السكان المسلمون المحليون إعلاناً رمزياً للحرب ضد الشعب السرياني، وبعد فترة وجيزة من الاستيلاء، بدأت العشائر المحلمية والمهاجرون الأكراد في الهجرة إلى المناطق السريانية التقليدية، مما تسبب في تحول سكاني؛ إلى جانب بدء الصراع بين حزب العمال الكردستاني والدولة التركية بعد بضع سنوات في عام 1984.

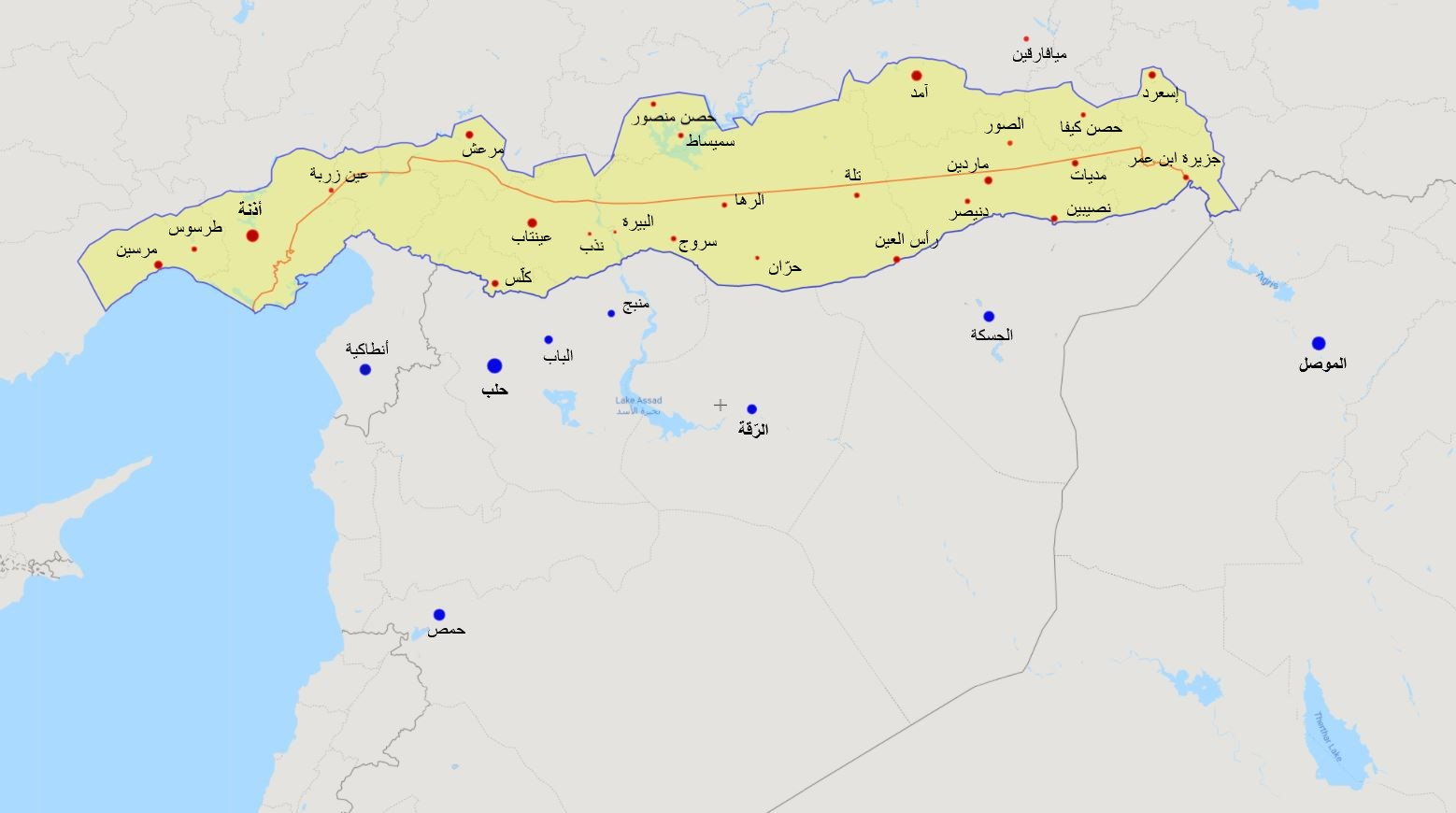
موقع مديات ضمن مدن الأقاليم السورية الشمالية

شكل الآشوريون السريان عام 1975 حوالي 10% من التركيبة السكانية لمقاطعة ماردين البالغ عددها آنذاك 50,000 نسمة، ولكن بحلول نهاية النزاع في عام 1999 لم يتبق سوى 2,000 سرياني في المدينة. الآن ما يقرب بين ثلاثة إلى خمسة الآف سرياني يعيشون في طور عابدين، بينما يعيش ما بين 15,000 إلى 17,000 سرياني في إسطنبول وغيرها من الأبرشيات السريانية التي لا تزال تعمل مثل أديامان، وخربوط وديار بكر.
حفظت الكنائس والمنازل التابعة للمسيحيين على الرغم من أن الكثير منها فارغ الآن، حيث يعيش معظم أصحابها في أوروبا. يعيش حالياً 500 مسيحي سرياني في مدينة مديات، وانضم إليهم ما بين 100 إلى 300 لاجئ آشوري فروا من الحرب الأهلية السورية واستقروا في المدينة والمنطقة وفقًا لتقديرات مختلفة، ويشكلون حوالي 1% من سكان مديات، وتضم المدينة على خمسة كنائس، وجميعها تتبع الكنيسة السريانية الأرثوذكسية.
| تعداد سكان ماديات عام 1960 | الأسر | عددالافراد | Individuals |
| -------------------------- | ----- | ---------- | ----------- |
| المسيحيون                  | 570   | المسيحيون  | 5,000       |
| المسلمون                   | 30    | المسلمون   | 200         |
|                            |       |            |             |

## معالم مديات والحرف
مدينة مديات، مثل مدينة ماردين، تعتبر من المدن التاريخية المليئة بالمواقع الأثرية. حيث أنها تبعد ساعة ونصف عن ماردين وتتطابق معها من ناحية البيوت، المباني الحجرية، الجسور، والقلعات العالية الممتدة كالمنارة. وتوجد في

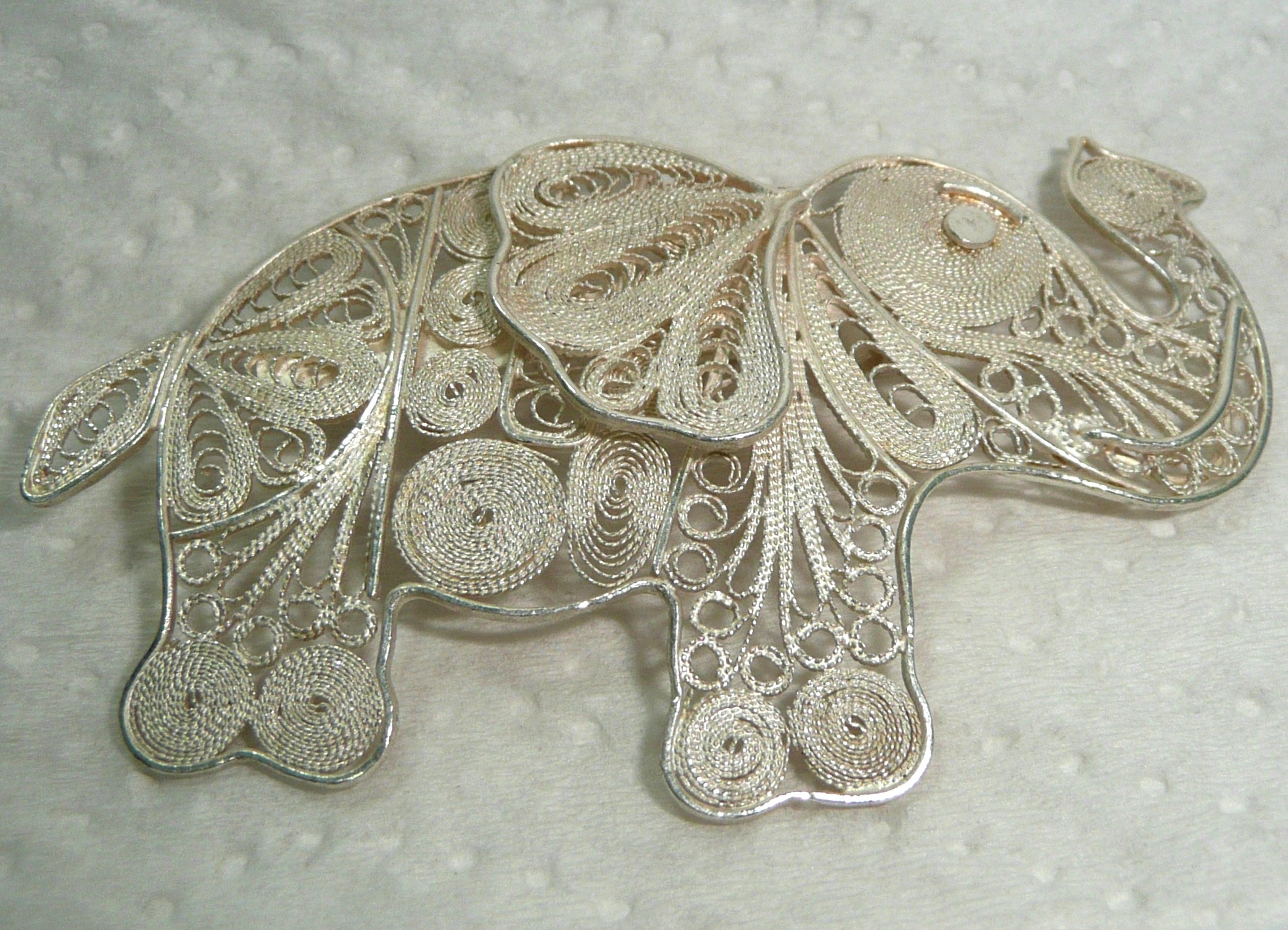
مجوهرات تلكاري الفضية من مديات ، احدي الصادرات المشهورة لها

مدينة مديات سبع كنائس سريانية، وهي بهذه المباني تشبه مدن العصور الوسطى. وبسبب هجرة بعض أهلها السريان، هاجر آخرون واستقروا في منطقة استل مسافة 2 كم من البلدة.
اشتهرت المدينة قديما بفنون الحجر اليدوي التي تعرف باسم (تلكاري)، وهناك حتى الآن من أهلها ممن يزاول هذه المهنة.

## الصناعة والتعليم
مديات من مدن محافظة ماردين المهمة، وهي مشهورة أيضاً بصناعة الفضة، فهي بشكل عام مشهورة بالفنون اليدوية؛ لذلك تجذب الكثير من السياح إليها. توجد كنيسة دير العمر أو دير مار كبرئيل على بعد 18 كم شرقاً من مدينة مديات، وقد أنشأ الدير عام 397 بعد الميلاد. وكانت توجد داخل هذا الدير مكتبة مشهورة بالإضافة إلى الكلية (الجامعة) التي كانت تعطي دروساً لطلابها، وكان عددهم يصل إلى الآلاف.

## الزراعة
أما في مجال الزراعة ففي (مديات) يزرع الشمام، الفقوس (كلمة سريانية تعني الجبس أو البطيخ الأحمر), والفستق وخاصة الحلبي. كما تعتبر من أهم وأشهر المناطق التي تنتج العنب.

## معرض صور

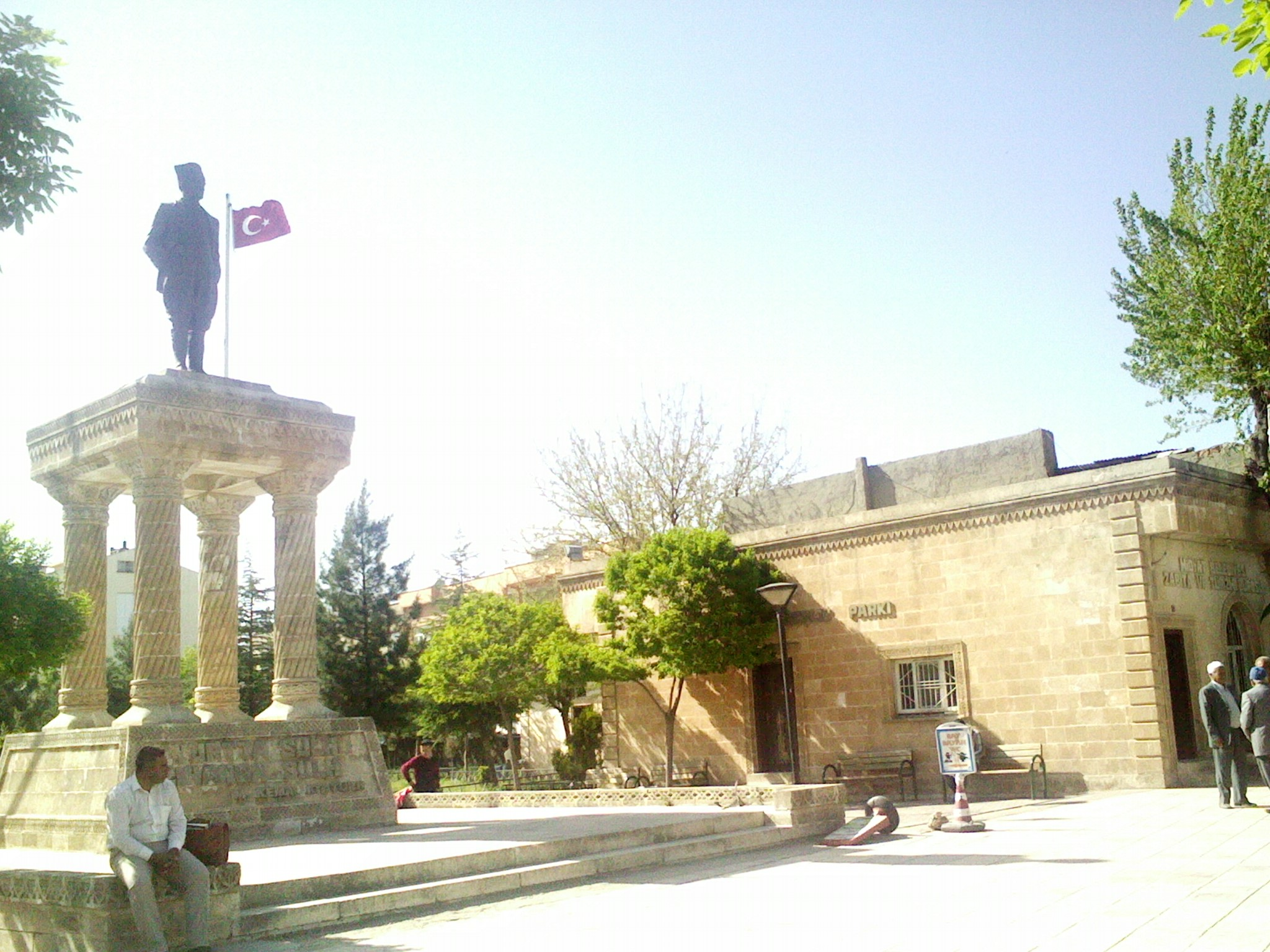
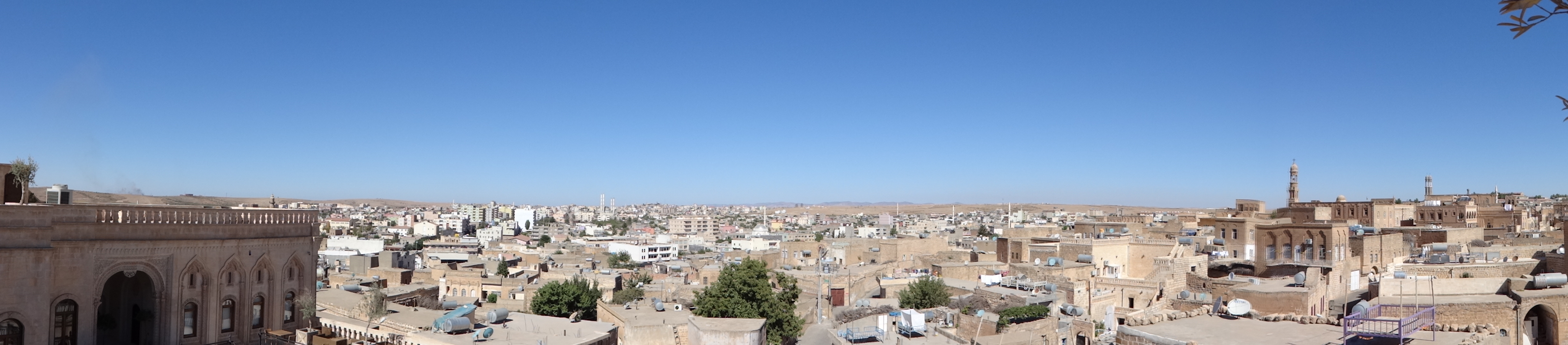
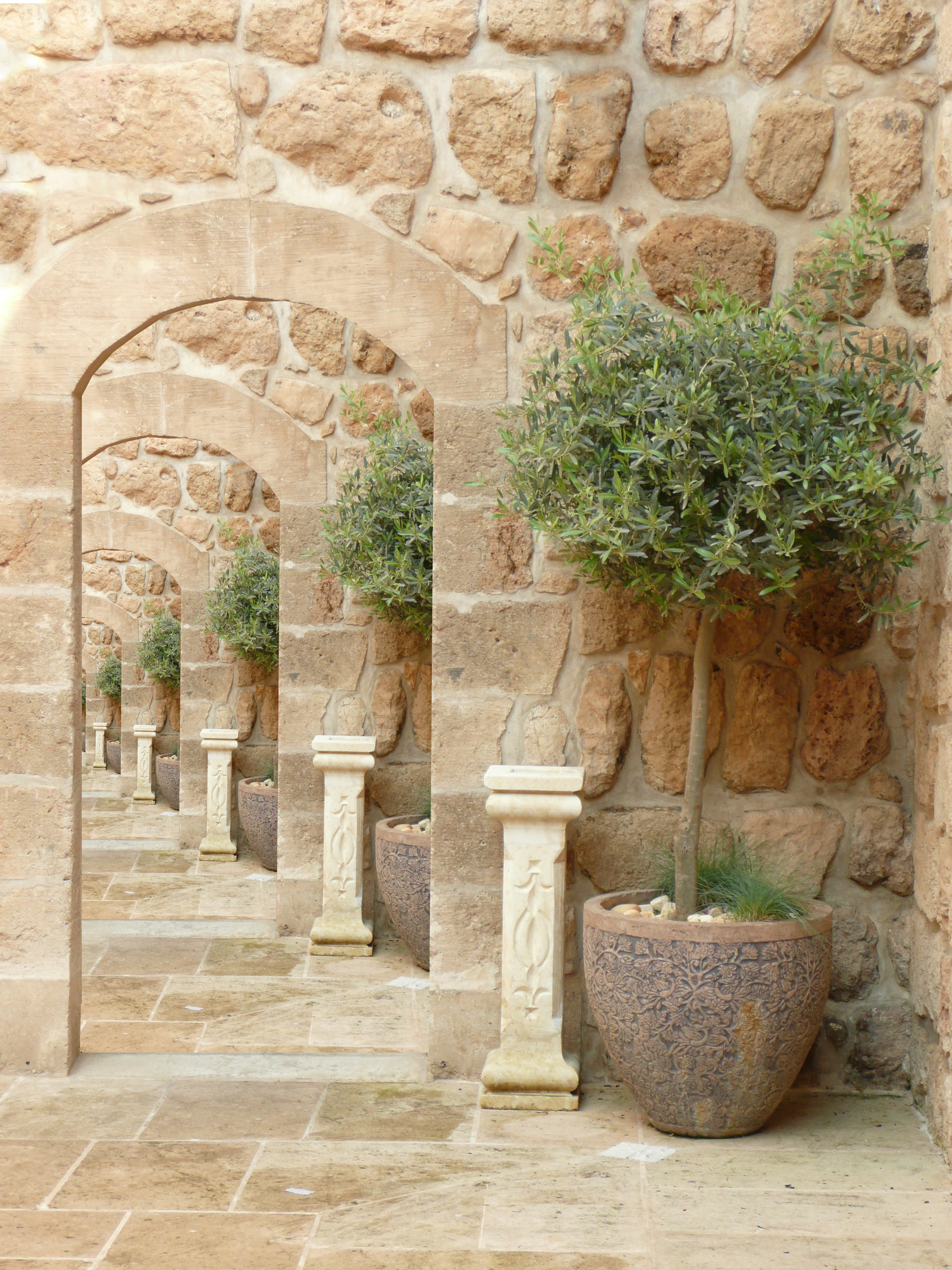
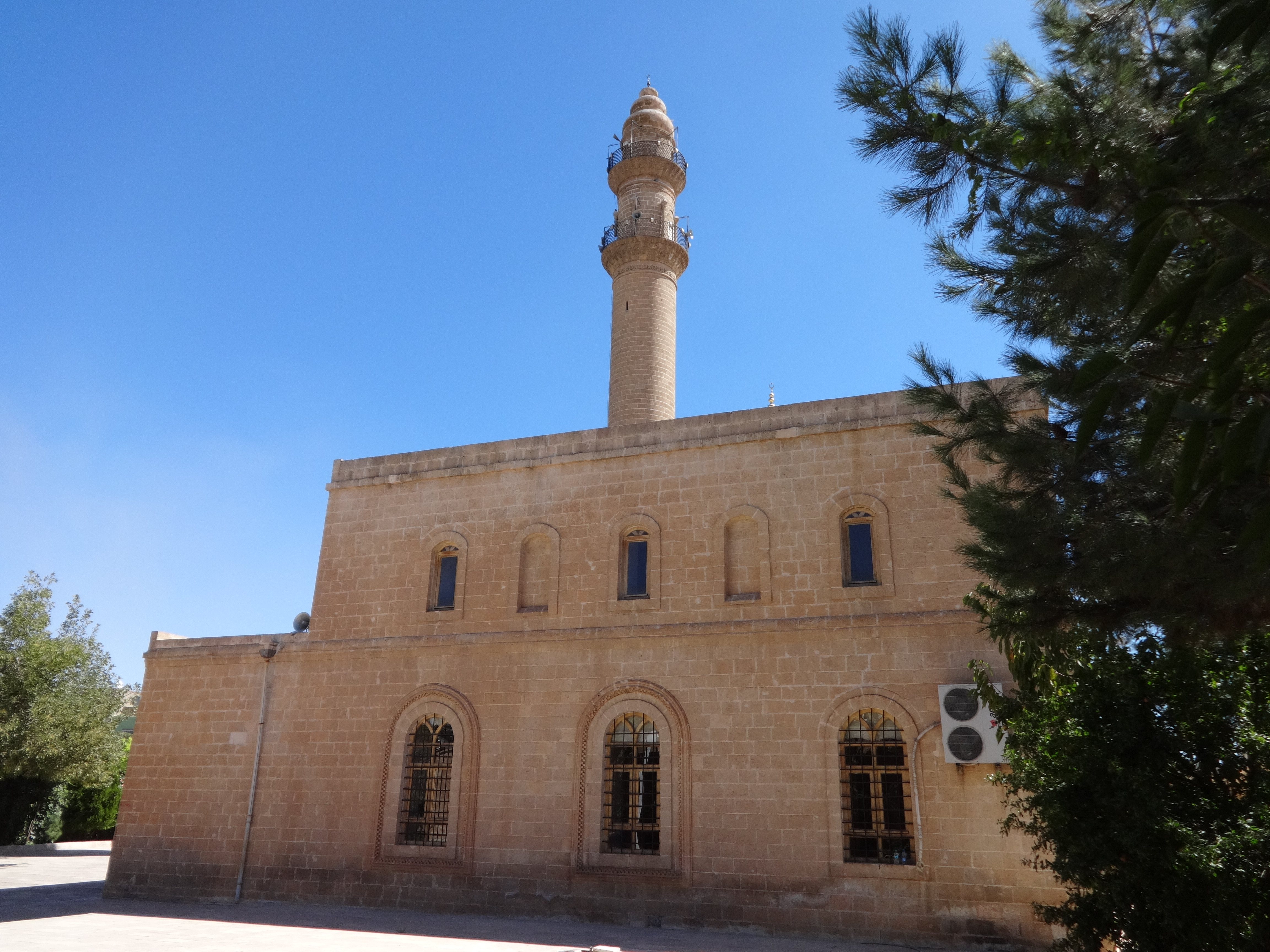
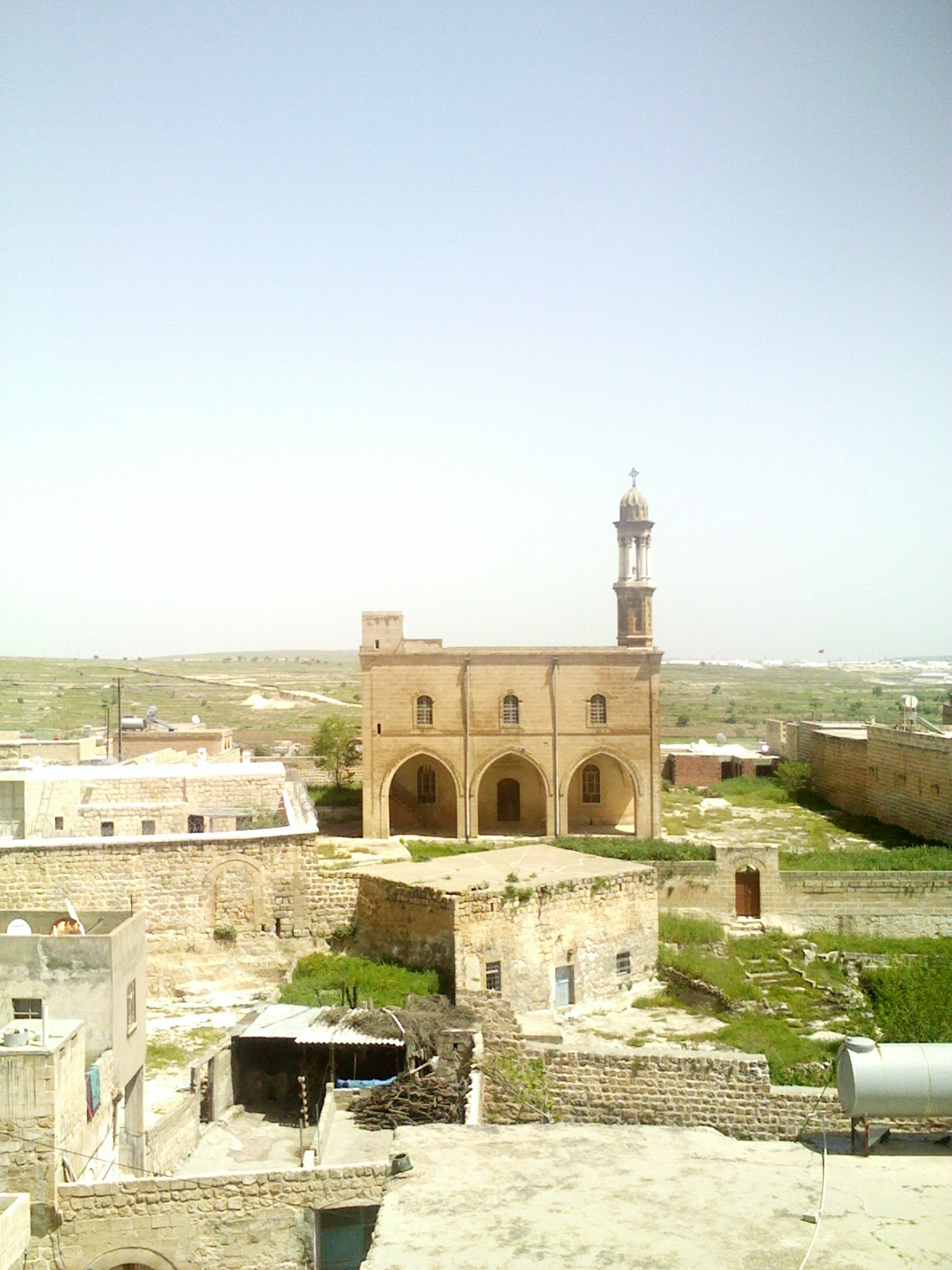

## المناخ
تميز مدينة مديات، باعتبارها جزءا من محافظة ماردين ، بمناخ شبه جاف مع صيف حار وجاف جدًا وشتاء بارد ورطب ومثلج أحيانًا. ترتفع درجات الحرارة في الصيف عادة إلى 40 درجة مئوية - 50 درجة مئوية (104 ° فهرنهايت - 122 ° فهرنهايت) نظرًا لوقوع ماردين بجوار الحدود مع سوريا. يعد تساقط الثلوج شائعًا جدًا في الفترة بين شهري ديسمبر ومارس

، حيث يتساقط الثلج لمدة أسبوع أو أسبوعين. تسطع الشمس في ماردين لما يقارب 3000 ساعة في السنة الواحدة. أعلى درجة حرارة مسجلة هي +48.8 درجة مئوية. 
| البيانات المناخية لـMardin, Midyat                | البيانات المناخية لـMardin, Midyat | البيانات المناخية لـMardin, Midyat | البيانات المناخية لـMardin, Midyat | البيانات المناخية لـMardin, Midyat | البيانات المناخية لـMardin, Midyat | البيانات المناخية لـMardin, Midyat | البيانات المناخية لـMardin, Midyat | البيانات المناخية لـMardin, Midyat | البيانات المناخية لـMardin, Midyat | البيانات المناخية لـMardin, Midyat | البيانات المناخية لـMardin, Midyat | البيانات المناخية لـMardin, Midyat | البيانات المناخية لـMardin, Midyat |
| الشهر                                             | يناير                              | فبراير                             | مارس                               | أبريل                              | مايو                               | يونيو                              | يوليو                              | أغسطس                              | سبتمبر                             | أكتوبر                             | نوفمبر                             | ديسمبر                             | المعدل السنوي                      |
| ------------------------------------------------- | ---------------------------------- | ---------------------------------- | ---------------------------------- | ---------------------------------- | ---------------------------------- | ---------------------------------- | ---------------------------------- | ---------------------------------- | ---------------------------------- | ---------------------------------- | ---------------------------------- | ---------------------------------- | ---------------------------------- |
| متوسط درجة الحرارة الكبرى °م (°ف)                 | 6.1 (43.0)                         | 7.5 (45.5)                         | 12.0 (53.6)                        | 17.7 (63.9)                        | 24.2 (75.6)                        | 30.9 (87.6)                        | 35.3 (95.5)                        | 34.9 (94.8)                        | 30.4 (86.7)                        | 23.1 (73.6)                        | 14.4 (57.9)                        | 8.2 (46.8)                         | 20.4 (68.7)                        |
| المتوسط اليومي °م (°ف)                            | 3.1 (37.6)                         | 4.1 (39.4)                         | 8.2 (46.8)                         | 13.7 (56.7)                        | 19.7 (67.5)                        | 25.8 (78.4)                        | 30.0 (86.0)                        | 29.6 (85.3)                        | 25.2 (77.4)                        | 18.5 (65.3)                        | 10.7 (51.3)                        | 5.2 (41.4)                         | 16.1 (61.1)                        |
| متوسط درجة الحرارة الصغرى °م (°ف)                 | 0.6 (33.1)                         | 1.3 (34.3)                         | 4.7 (40.5)                         | 9.9 (49.8)                         | 15.1 (59.2)                        | 20.2 (68.4)                        | 24.6 (76.3)                        | 24.6 (76.3)                        | 20.6 (69.1)                        | 14.6 (58.3)                        | 7.7 (45.9)                         | 2.7 (36.9)                         | 12.2 (54.0)                        |
| الهطول مم (إنش)                                   | 99.8 (3.93)                        | 110.7 (4.36)                       | 94.6 (3.72)                        | 75.5 (2.97)                        | 37.7 (1.48)                        | 8.3 (0.33)                         | 3.3 (0.13)                         | 1.2 (0.05)                         | 4.1 (0.16)                         | 33.3 (1.31)                        | 68.7 (2.70)                        | 104.2 (4.10)                       | 641.4 (25.24)                      |
| متوسط الأيام الممطرة                              | 10.6                               | 10.6                               | 10.7                               | 9.9                                | 6.6                                | 1.7                                | 0.5                                | 0.2                                | 0.7                                | 5.3                                | 7.4                                | 10.2                               | 74.4                               |
| ساعات سطوع الشمس الشهرية                          | 139.5                              | 142.8                              | 189.1                              | 222                                | 310                                | 375                                | 396.8                              | 368.9                              | 315                                | 238.7                              | 174                                | 136.4                              | 3٬008٫2                            |
| المصدر: Devlet Meteoroloji İşleri Genel Müdürlüğü |                                    |                                    |                                    |                                    |                                    |                                    |                                    |                                    |                                    |                                    |                                    |                                    |                                    |

## وصلات داخلية
- القامشلي
- طور عبدين
- دير مار كبرئيل
- نصيبين
- آزخ

## مواقع خارجية
- دراسة في اللغة العربية المنطوقة لمديات باللغة العربية
- مديات في الجمهورية التركية.